# Тхат-Луанг

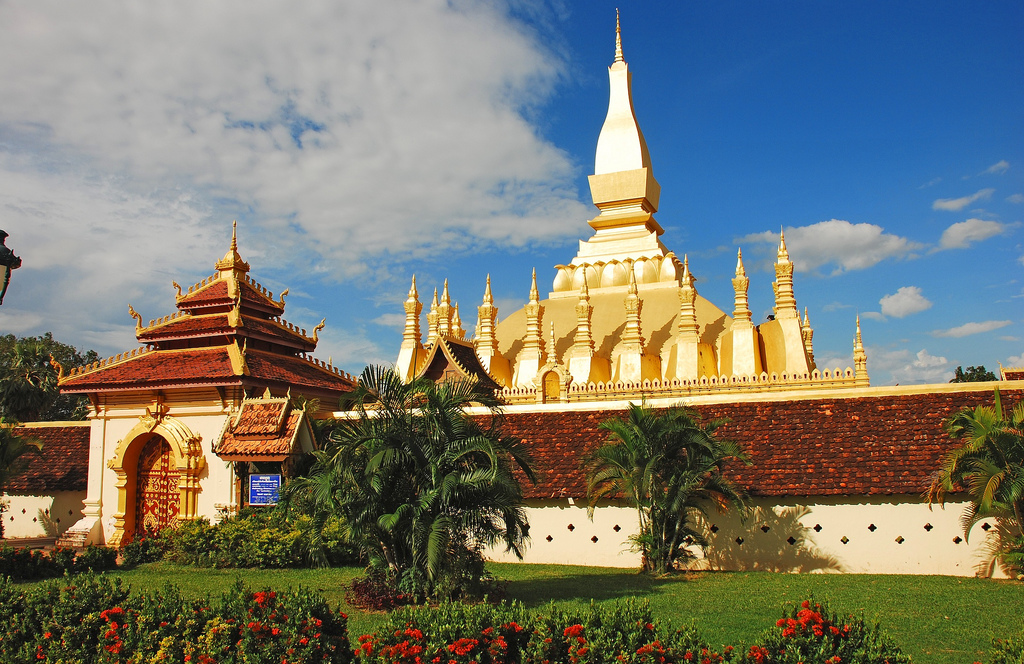
Пха Тхатлуанг

Тхат-Луанг (лаос. ພຣະທາດຫຼວງ, Большая/Великая ступа) — буддийское религиозное сооружение, считающееся наиболее значимым архитектурным памятником и национальным символом Лаоса. Оно расположено примерно в четырёх километрах к северо-востоку от центра столицы страны Вьентьяна. Сооружение изображено на лаосском государственном гербе.

## Описание
Великая ступа состоит из трёх уровней, каждый из которых отличается от другого и несёт в себе определённые элементы буддийского учения. Первый уровень представляет собой почти квадратное основание размером 68 на 69 метров, на котором находятся 323 священных камня, олицетворяющих материальный мир. Вдоль каждой из сторон основания имеется по сводчатому молельному залу с небольшими лестницами, ведущими к ним и далее ко второму уровню. На втором уровне площадью 48 на 48 метров находятся, помимо 288 священных камней, 30 малых ступ, расположенных по периметру. Они символизируют 30 буддийских добродетелей. Сводчатые ворота далее ведут на третий уровень площадью 30 на 30 метров. Здесь по центру расположилась собственно Большая ступа, возвысившаяся на высоту 45 метров. Она имеет вид четырёхгранного изогнутого шпиля с кирпичной сердцевиной, вершина которого окружена лепестками лотоса.
Сегодня здесь расположилась резиденция лаосского буддийского патриарха. Для туристов доступен только внутренний двор комплекса. Территория вокруг Великой ступы окружена оградой, длина которой с каждой стороны равна примерно 84 метрам. Внутри находится множество лаосских и кхмерских скульптур, в частности статуя первого буддийского короля Кхмерской империи Джаявармана VII. Напротив главного входа снаружи находится статуя короля Сетхатхирата, основавшего реликвию.

## История
Согласно местным легендам, ступа была основана в III веке до н. э. миссионерами индийского императора Ашоки, которые замуровали в ней грудную кость Будды. Однако наиболее ранние архитектурные останки, обнаруженные на этом месте, относятся к кхмерскому монастырю XII века постройки.
В нынешнем виде Пха Тхатлуанг был основан в середине XVI века, когда король Сетхатхират решил перенести столицу королевства Лансанг из Луангпрабанга во Вьентьян. Строительство началось в 1566 году и в последующие годы вокруг ступы были построены четыре вата — по одному с каждой стороны (сегодня из них остались только два — Ват Тхатлуангныа на севере и Ват Тхатлуангтай на юге). По свидетельствам посланника Ост-Индской Голландской компании, посетившего Вьентянь в 1641 году, Пха Тхатлуанг являл собой «огромную пирамиду, вершина которой была покрыта золотыми листами весом около тысячи фунтов». Однако уже в начале XVIII века Ласанг подвергся разрушительным нападениям бирманских и сиамских армий. В 1828 году сиамцы вторглись во Вьентьян, в результате чего Пха Тхатлуанг был заброшен, и, в конце концов, разграблен искателями сокровищ.
В 1867 году французский исследователь и художник Луи Делапорт наткнулся на заброшенную ступу и сделал множество её детальных эскизов. В 1900 году французы провели первую реставрацию Пха Тхатлуанга, которая была далека от оригинала и вызывала недовольство у местного населения. Отреставрированная ступа получила название «Гвоздь Морина» по имени проектировщика. Одним из главных недостатков этого проекта стала смена ориентации главного входа, который обращался на юг, а не на восток, как должно быть в соответствии с буддийскими традициями. Повторная реставрация с изменением ориентации обратно была проведена в 1931-1935 годах. На этот раз французы опирались на эскизы Делапорта и привели сооружение к первоначальному виду.
В 1995 году весь Пха Тхатлуанг был заново позолочен в честь 20-летия образования ЛНДР, и увенчан стилизованным цветком банана и небольшим зонтиком.

## Национальный праздник
Храм является местом проведения фестиваля Большой ступы, который длится три дня во время полной луны 12-го лунного месяца в ноябре.

## Галерея

Панорамный вид

- Видеообзор

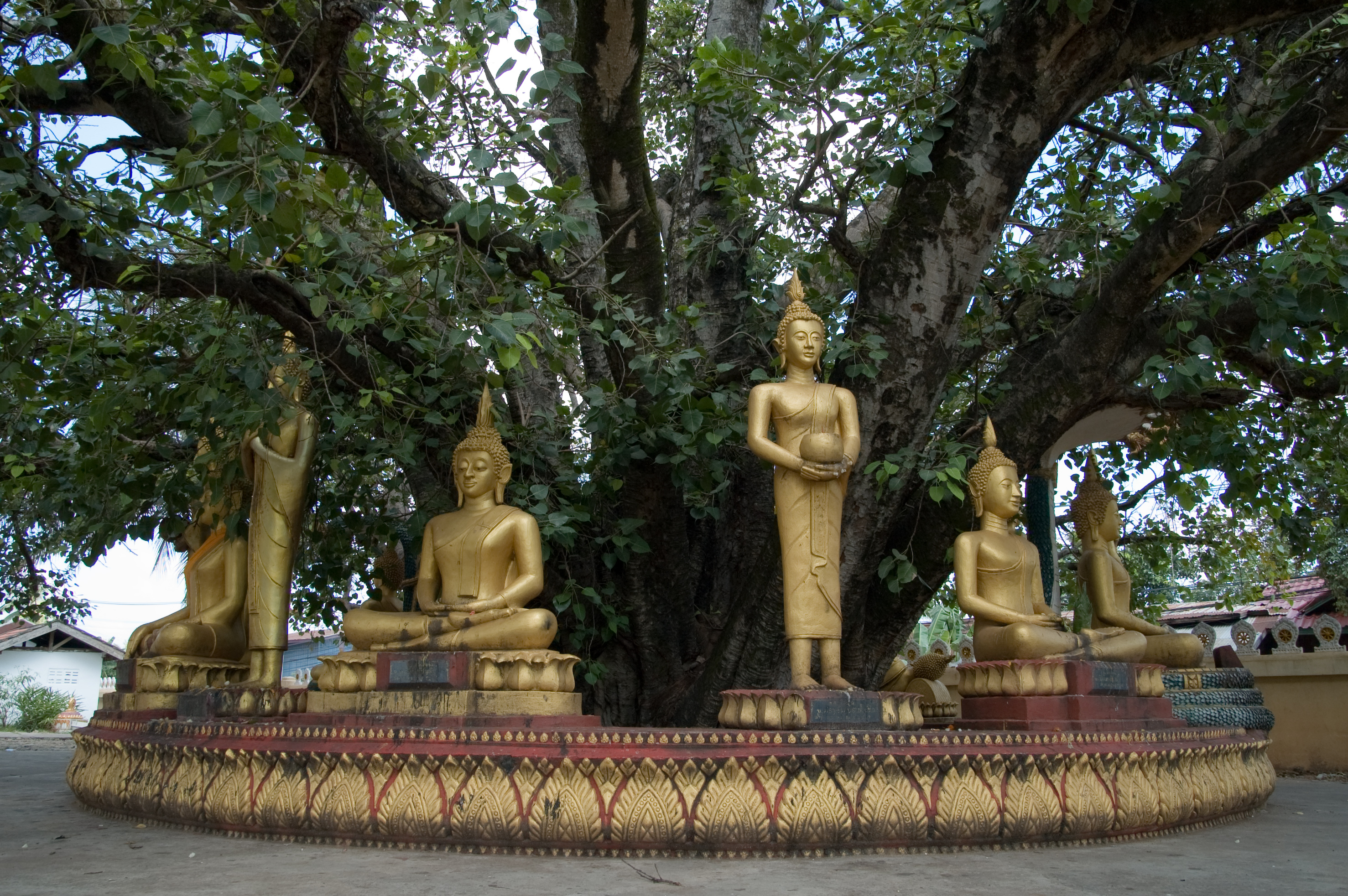
Статуи будд
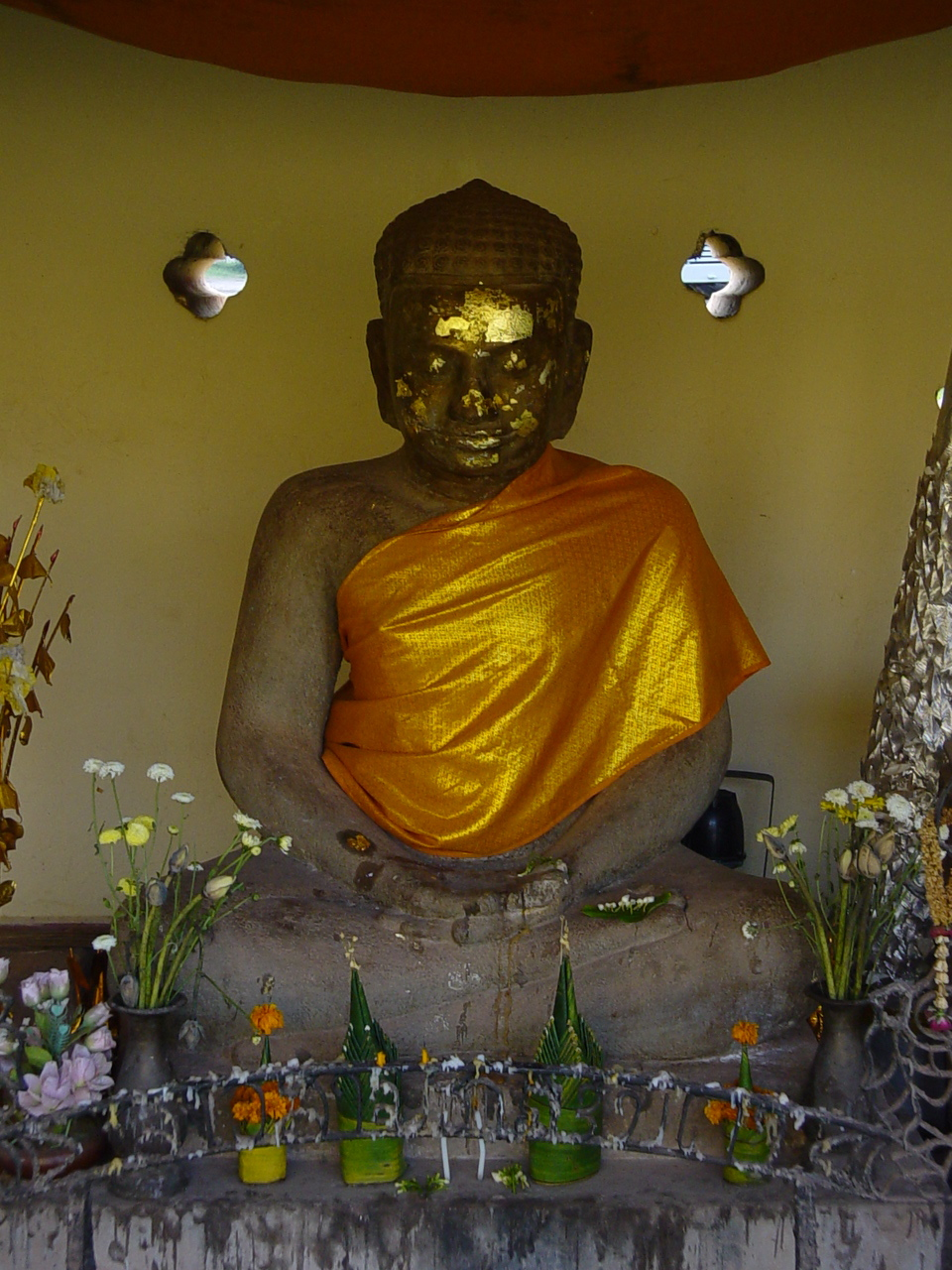
Статуя Джаявармана VII
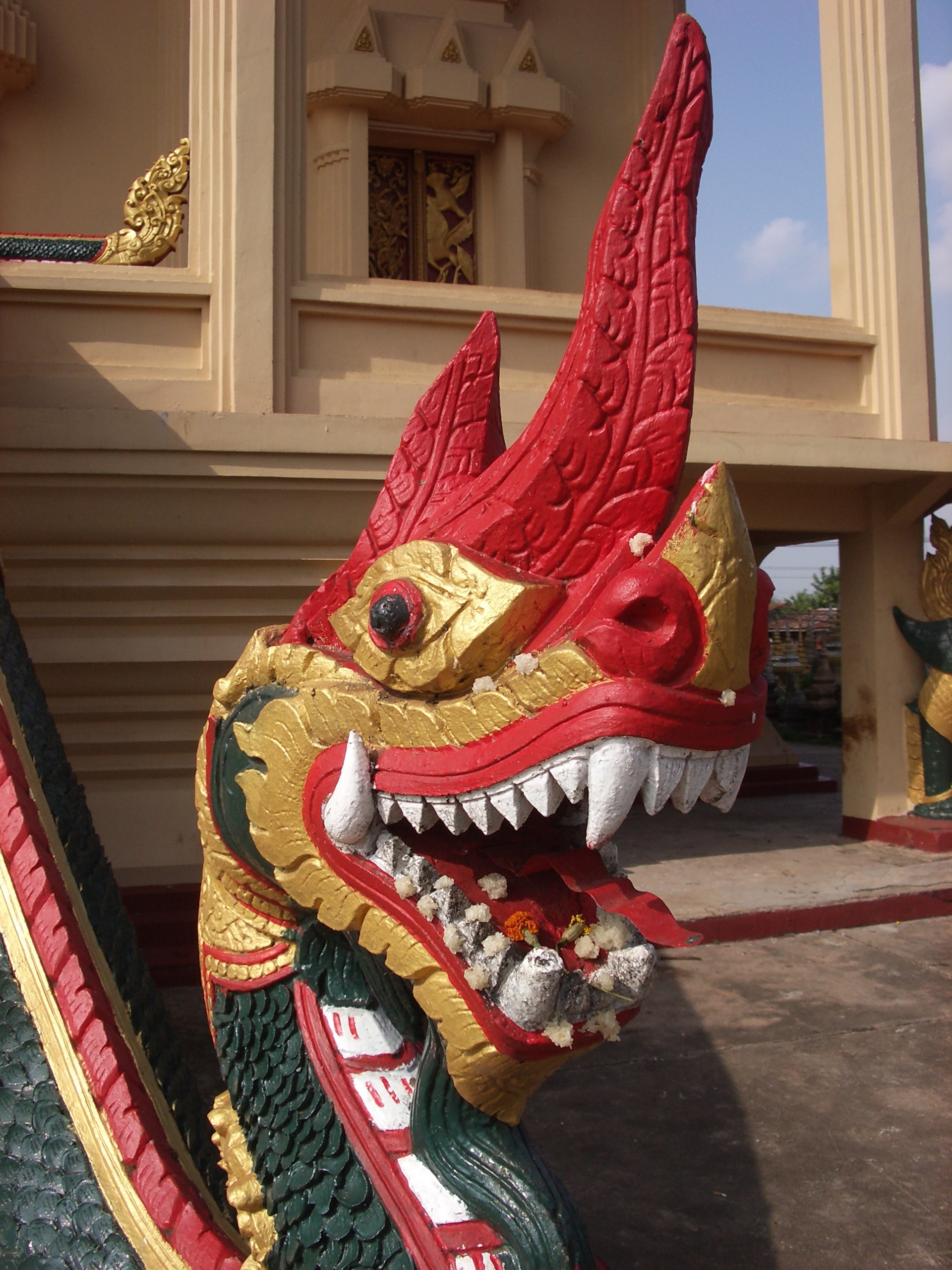
Дракон
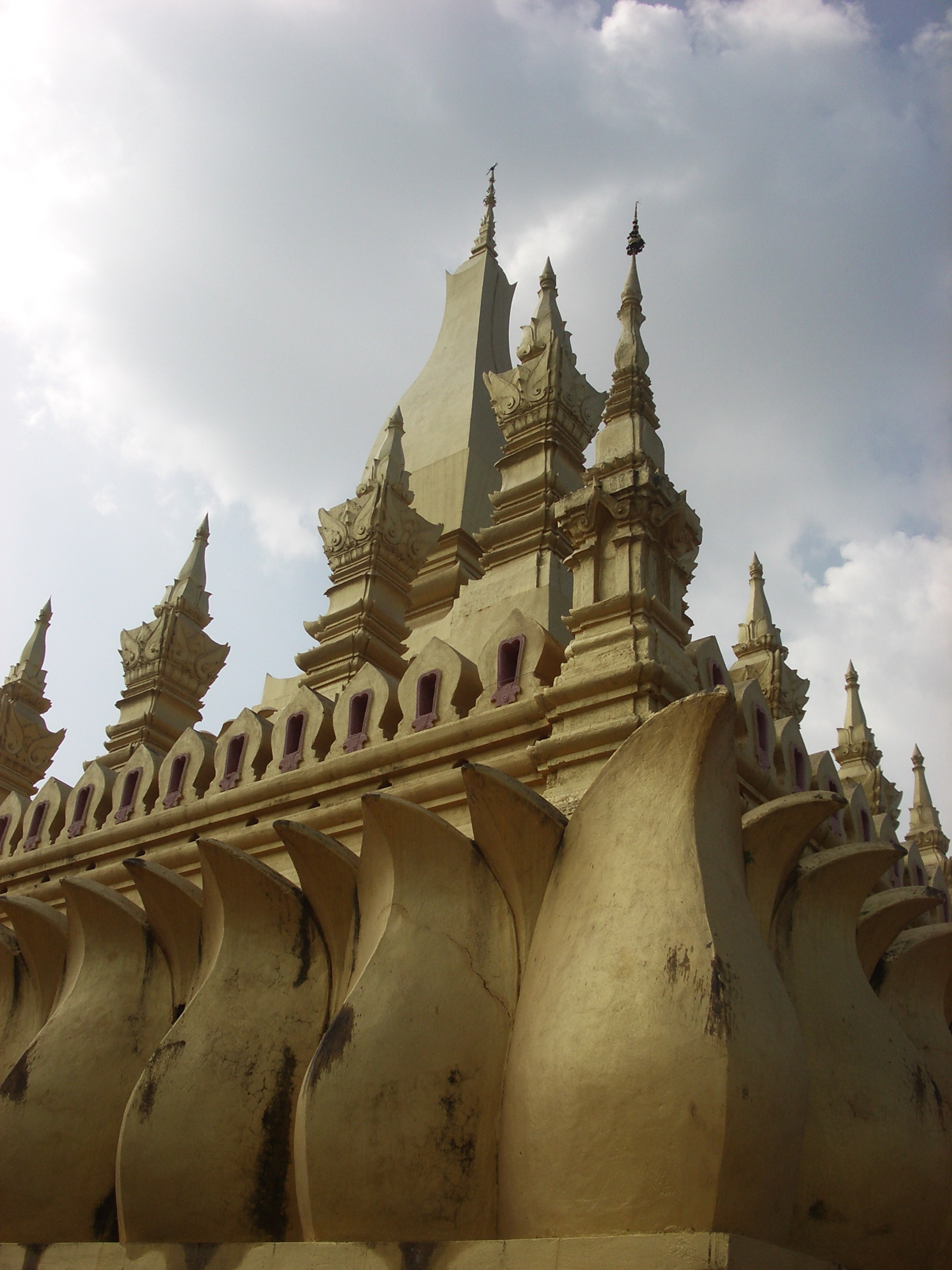
Вид с угла
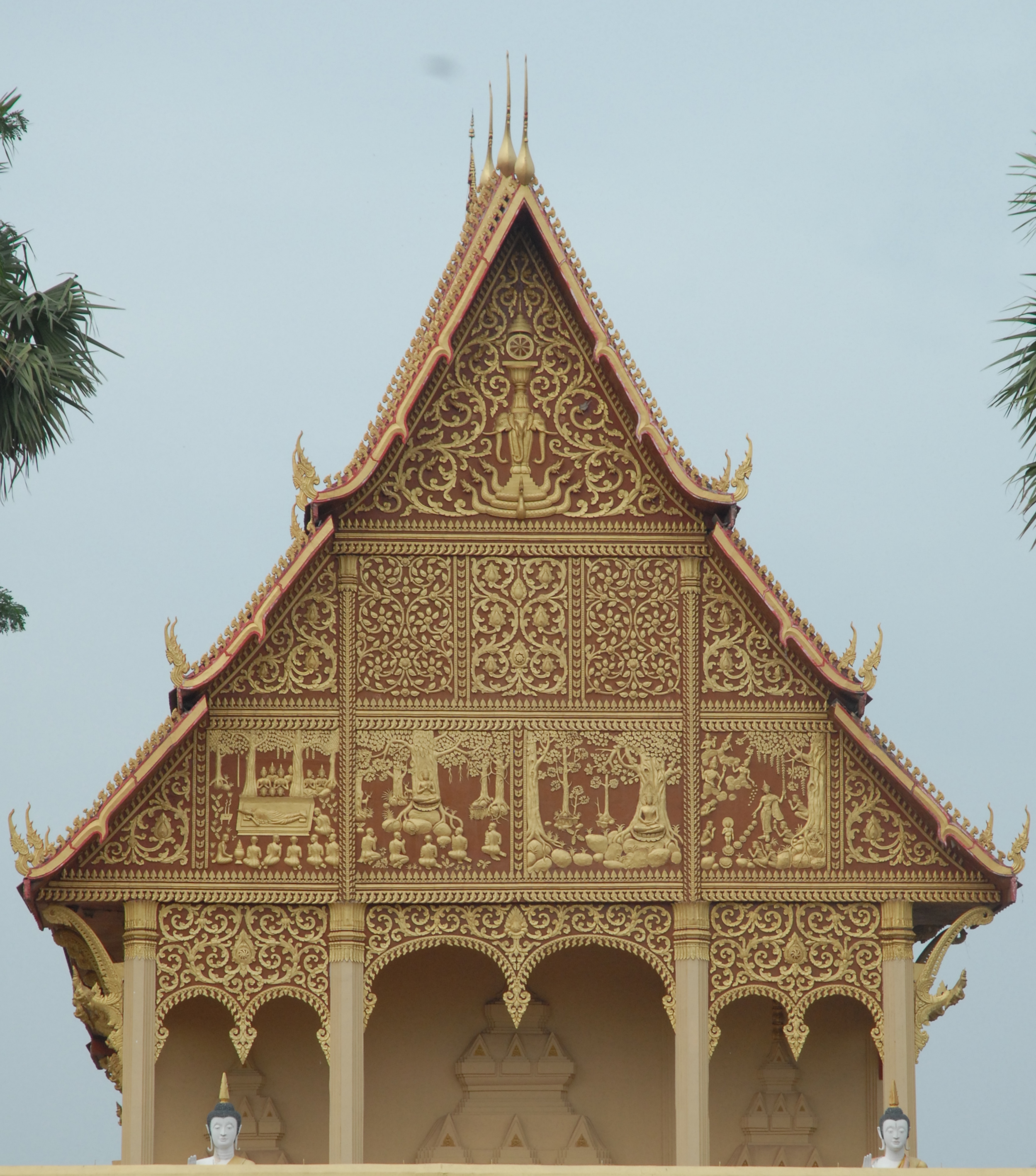
Один из ватов
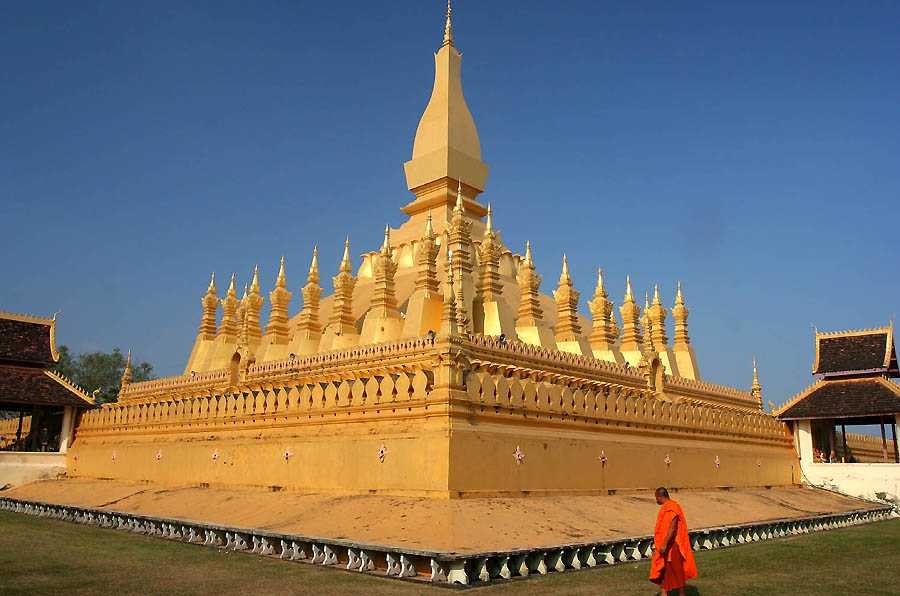
Все три уровня
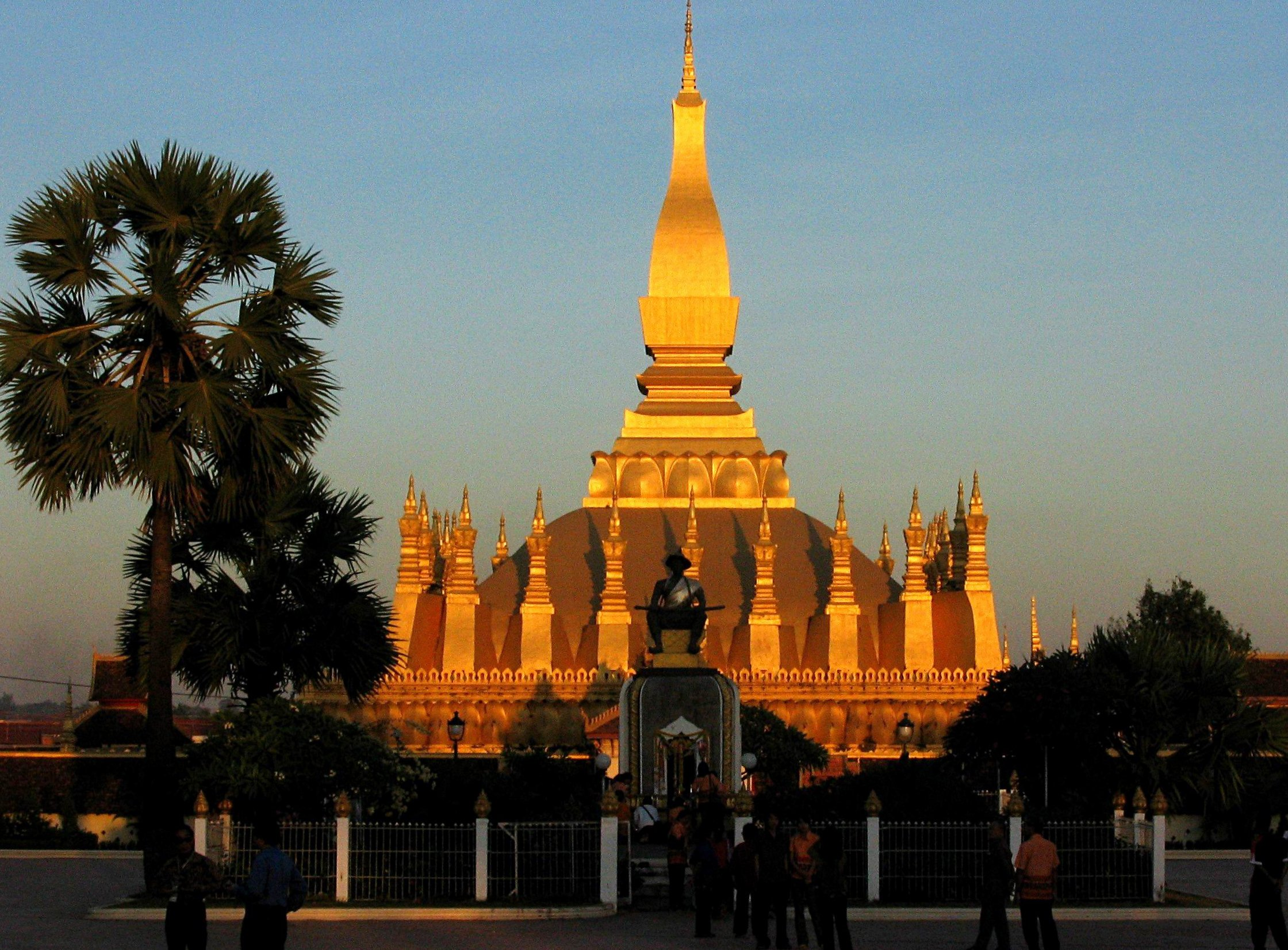
Вид на закате
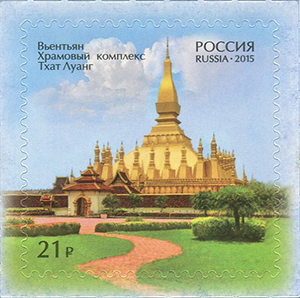
Почтовая марка России, 2015 год